# Gonzalo Uriarte Audi
Gonzalo Alberto Uriarte Audi (Montevidéu, 1 de novembro de 1950 – 13 de setembro de 2017) foi um advogado e professor uruguaio, decano da Faculdade de Direito da Universidade da República. Foi ativista dos direitos humanos.

## Biografia
Graduado pela Universidade da República e especialista em direito constitucional, atuou como consultor externo do Banco Central do Uruguai (BCU) e do conselho da Agência Nacional de Habitação (ANV).
Foi decano da Faculdade de Direito da Universidade da República. Atuou como juiz da Corte Interamericana de Direitos Humanos.
Morreu aos 66 anos de idade.